# NGC 1303
NGC 1303 is een lensvormig sterrenstelsel in het sterrenbeeld Eridanus. Het hemelobject werd op 28 oktober 1868 ontdekt door de Duits-Deense astronoom Heinrich Louis d'Arrest.
Waarnemers in de Benelux kunnen, aan de hand van NGC 1303, op zoek gaan naar de gordel van geostationaire satellieten. De telescoop met volgmechanisme dient naar NGC 1303 gericht te worden, de geostationaire satellieten bewegen traag doorheen het beeldveld.

## Synoniemen
- PGC 12527
- MCG -1-9-29
- NPM1G -07.0123